# MAKO
MAKO, nom de scène de Mako Sakurai (桜井真子, Sakurai Mako, née le 7 octobre 1986), est une actrice et chanteuse japonaise, principalement actrice de doublage ou seiyū depuis 2005. Elle fut aussi membre du groupe de J-pop féminin Bon-Bon Blanco actif de 2002 à 2009, y jouant des maracas. Elle fut notamment la vedette du drama Maid in Akihabara (en) en 2005, et a chanté quelques génériques de séries anime dont elle double l'héroïne dont Kamichu! en 2005 et Sora wo Kakeru Shoujo (en) en 2009.

## Filmographie

### Drama
- Maid (Meido) in Akihabara

### Anime
- Kamichu! (2005), Yurie Hitotsubashi
- School Rumble (saison 2) (2006), Karen Ichijō
- School Rumble (saison 3) (2008), Karen Ichijō
- Kannagi (2008), Lolikko Cutie
- Kyō no go no ni (2008), Kazumi Aihara
- Sora wo Kakeru Shoujo (en) (2009), Akiha Shishidou
- Fairy Tail (2010), Natsu Dragnir (enfant)
- Je ne t'aime pas du tout, grand-frère !, Shizuru

## Liens
- (ja) Profil officiel
- (ja) Blog officiel
- (en) Fiche sur Anime News Network